# Магаш (Сербия)
Магаш (серб. Магаш) — населённый пункт в общине Бойник Ябланичского округа Сербии.

## Население
Согласно переписи населения 2002 года, в селе проживало 204 человека (149 сербов, 54 цыгана и 1 черногорец).
| Численность населения | Численность населения | Численность населения | Численность населения | Численность населения | Численность населения | Численность населения | Численность населения |
| 1948                  | 1953                  | 1961                  | 1971                  | 1981                  | 1991                  | 2002                  | 2011                  |
| --------------------- | --------------------- | --------------------- | --------------------- | --------------------- | --------------------- | --------------------- | --------------------- |
| 619                   | 682                   | 688                   | 500                   | 342                   | 271                   | 204                   | 147                   |